# Ботеј
Ботеј (фр. Beautheil) је насељено место у Француској у региону Париски регион, у департману Сена и Марна.
По подацима из 2011. године у општини је живело 724 становника, а густина насељености је износила 39,41 становника/km².

## Демографија
| 1962. | 1968. | 1975. | 1982. | 1990. | 2011. |
| ----- | ----- | ----- | ----- | ----- | ----- |
| 365   | 303   | 335   | 381   | 410   | 724   |